# Ben Reibel
Ben Reibel (* 27. August 1997 in Krefeld) ist ein deutscher Wasserballspieler und Sohn von Guido Reibel.

## Werdegang
Ben Reibel begann 2009 beim SV Bayer Uerdingen 08 mit dem Wasserballsport. Er wechselte innerhalb des Vereins aus der Schwimm- zur Wasserballabteilung. Sein Vater Guido war deutscher Wasserballnationalspieler und nahm 1992 an den olympischen Spielen in Barcelona teil.
Reibel absolvierte am 25. Oktober 2014 mit dem SV Bayer Uerdingen 08 sein erstes Spiel in der Deutschen Wasserball-Liga gegen Waspo 98 Hannover. Von 2017 bis 2020 spielte er für den deutschen Rekordmeister Wasserfreunde Spandau 04, mit dem er 2019 Deutscher Meister wurde. 2020 spielte er für den ASC Duisburg. 2021 kehrte er zu seinem Heimatverein SV Bayer Uerdingen zurück, ehe er 2023 seine professionelle sportliche Laufbahn beendete. Nach einem Jahr Pause kehrte er in die Bundesliga zurück und ist für den Duisburger SV 1898 aktiv. Reibel absolvierte bis heute über 230 Bundesligaspiele und schoss über 520 Tore.
Von 2016 bis 2021 war Reibel fester Bestandteil der deutschen Wasserball-Nationalmannschaft. Er absolvierte 65 Länderspiele und erzielte 98 Tore. Er nahm unter anderem an der EM 2018 in Barcelona und 2020 in Budapest teil. Bei der WM 2019 in Gwangju belegte Reibel mit der deutschen Auswahl den 8. Platz. Dabei kam er insgesamt 168 Spielminuten zum Einsatz – mehr als jeder anderer deutsche Feldspieler.
Reibel besitzt einen Master-Abschluss in Betriebswirtschaftslehre und ist mit der brasilianischen Wasserballtorhüterin Victória Chamorro Reibel (geb. Guapiassu Lobo Chamorro) verheiratet.

## Klubs
- 2013–2017: SV Bayer Uerdingen 08
- 2017–2020: Wasserfreunde Spandau 04
- 2020: ASC Duisburg
- 2021–2023: SV Bayer Uerdingen 08
- 2024- heute: Duisburger SV 1898

## Erfolge
mit dem Verein:
- 2016, 2018, 2019: deutscher Vizepokalsieger
- 2019: Deutscher Meister
- 2018: 8. Platz Champions League

mit der Nationalmannschaft:
- 2018: 9. Platz Europameisterschaft in Barcelona
- 2018: 4. Platz FINA Welt-Cup in Berlin
- 2019: 8. Platz FINA Weltmeisterschaft in Gwangju
- 2020: 9. Platz Europameisterschaft in Budapest

| Personendaten    | Personendaten               |
| ---------------- | --------------------------- |
| NAME             | Reibel, Ben                 |
| KURZBESCHREIBUNG | deutscher Wasserballspieler |
| GEBURTSDATUM     | 27. August 1997             |
| GEBURTSORT       | Krefeld                     |